# Santa Olalla
Santa Olalla este un oraș din Spania, situat în provincia Toledo din comunitatea autonomă Castilia-La Mancha. Are o populație de 3.111 de locuitori.